# Abrocomidae
Abrocomidae é uma família de roedores sul-americanos, conhecidos como ratos-chinchila ou chinchilliones.

## Classificação
- Família Abrocomidae Miller e Gidley, 1918
  - Gênero †Protabrocoma Kraglievich 1927
    - †Protabrocoma antigua Kraglievich 1927

  - Gênero Abrocoma Waterhouse, 1837
    - Abrocoma bennettii Waterhouse, 1837
    - Abrocoma boliviensis Glanz e Anderson, 1990
    - Abrocoma budini Thomas, 1920
    - Abrocoma cinerea Thomas, 1919
    - Abrocoma famatina Thomas, 1920
    - Abrocoma shistacea Thomas, 1921
    - Abrocoma uspallata Braun e Mares, 2002
    - Abrocoma vaccarum Thomas, 1921

  - Gênero Cuscomys Emmons, 1999
    - Cuscomys ashaninka Emmons, 1999
    - †Cuscomys oblativa Eaton, 1916